# Marvin Bakalorz
Marvin Bakalorz (Offenbach am Main, 1989. szeptember 13. –) német labdarúgó, a Denizlispor középpályása.

## Pályafutása
Bakalorz a Hessen tartománybeli Offenbach am Mainban született, pályafutását a TGS Jügesheimben kezdte. Ezután a TSV Raesfeld következett. 2004-ig a Westfalia Gemen tagja volt. Ezután igazolt első profi csapatához, az SC Preußen Münsterhez, ahol 2008-ban mutatkozott be. 2010-ben szerződtette a Borussia Dortmund. A felnőttcsapatban egyetlen bajnokin sem lépett pályára, a tartalékcsapatban viszont 84 meccsen játszott, 13 gólt lőtt. 2013-ban a szintén élvonalbeli Eintracht Frankfurt szerződtette, de itt is nagyon kevés lehetőséget kapott. 2014 óta az SC Paderborn 07 játékosa.